# Aukštaitija nationalpark
Aukštaitija nationalpark er en nationalpark i det nordøstlige Litauen, i den skovklædte region Aukštaitija. parken er grundlagt i 1974 som "litauiske SSRs nationalpark" og er den ældste nationalpark i landet hvis historie går tilbage til en botanisk og zoologisk park fra 1960. I 1991 blev navnet ændret til Aukštaitija nationalpark.
Parkens areal er 40.574 ha, hvoraf 15% er søer.
Aukštaitija nationalpark har stor betydning for turismen.

## Billeder fra Aukštaitija nationalpark
- Ginučiais vandmølle
- Srove (flod) ved Ginučiai landsby
- Linkmenas sø
- Paluse trækirke
- Tauragnas sø og Tauragnai by